# Hopfner
Hopfner ist eine Variante des Familiennamens Höpfner. Eine abgewandelte Variante ist Hoppe.

## Herkunft des Namens
Ein Hopfner betrieb im Mittelalter den Beruf des Hopfenbauers, Hopfenhändlers oder hatte auf andere Weise etwas mit Hopfen zu tun.

## Häufigkeit
In der Variante Hopfner kommt der Name überwiegend in Bayern vor.

## Namensträger

### Hopfner
- Friedrich Hopfner (1881–1949), österreichischer Geodät, Geophysiker und Planetenforscher
- Hans Hopfner (* 1957), deutscher Laufsportler
- Heiner Hopfner (1941–2014), deutscher Sänger (Tenor) und Gesangspädagoge
- Isidor Hopfner (1858–1937), österreichischer Dichter und Namenforscher
- Karl Hopfner (* 1952), deutscher Fußballfunktionär
- Karl-Peter Hopfner (* 1968), Biologe
- Ludwig Hopfner (1908–1984), ein deutscher Verwaltungsjurist
- Max Hopfner (1936–2019), deutscher römisch-katholischer Theologe
- Theodor Hopfner (1886–1946), österreichischer Klassischer Philologe
- Theodor Hopfner (Flugtechniker) (1901–?), österreichischer Flugzeugkonstrukteur
- Thomas Hopfner (* 1965), österreichischer Politiker (ehem. SPÖ)

### Hoepffner
- Alfred Hoepffner (1880–1970), deutscher Förster und Ministerialbeamter
- Ernest Hoepffner (1879–1956), französischer Romanist
- Marta Hoepffner (1912–2000), deutsche Fotografin und Lichtbildnerin

### Hopff
- Heinrich Hopff (1896–1977), deutscher Chemiker und Hochschullehrer (Gattermann-Hopff-Synthese)
- Hermann Hopff (1876–1953), deutscher Generalleutnant

### Hopfer
- Daniel Hopfer (1470–1536), deutscher Radierer und Holzschneider
- Ernst August Hopfer (1824–1891), deutscher Buch- und Zeitungsverleger, Druckereibesitzer
- Hieronymus Hopfer (* um 1500; † nach 1550), deutscher Radierer und Waffenätzer
- Johann Bernhard Gottfried Hopfer (1716–1789), Hofmaler und Mitglied der Akademie der Wissenschaften
- Johann Gottfried Hopfer (um 1690–1740), Hofmaler in Ansbach
- Sebastian Ludwig Hopfer (1649–1714), Hofmaler in Ansbach
- Sepp Hopfer (1898–1982), österreichischer Politiker (SPÖ)
- Thomas Hopfer (* 1990), österreichischer Fußballspieler
- Wolfgang Hopfer (* 1975), österreichischer Fußballspieler